# Wolfgang Zorn (Kirchenlieddichter)
Wolfgang Zorn (* 27. Oktober 1929 in Düsseldorf; † 7. April 2001 in Wickrath) war ein deutscher Lehrer, Kirchenlieddichter und Kirchenliedübersetzer. Auf seiner Feder stammen mindestens fünfzehn geistliche Lieder, darunter die aus dem Englischen übertragenen Lieder Bleibend ist deine Treu (Great Is Thy Faithfulness) sowie Mein Jesus, ich lieb’ dich (My Jesus I Love Thee).

## Leben
Wolfgang Zorn kam als Sohn des Ehepaares Reinhard Zorn und Else, geborene Krause, 1929 zur Welt. Im Jahr 1937 eröffnete die Familie in Wickrath, Kreis Grevenbroich (heute Mönchengladbach), einen Großhandel für Fleischwaren. Wolfgang Zorn arbeitete neben der Schule im Familienbetrieb mit und machte mit einer Sondererlaubnis bereits als Fünfzehnjähriger einen LKW-Führerschein.
In den Nachkriegsjahren fand Zorn zum Jugendbund für entschiedenes Christentum (EC). Besonders die Predigten des EC-Bundespfarrers Arno Pagel beeindruckten ihn und führten zu seiner Bekehrung. Er engagierte sich in einer örtlichen christlichen Gemeinschaft, wurde Mitarbeiter in der Sonntagsschule, in der Jungschar sowie im lokalen EC-Jugendbund.
Anfang der 1950er Jahre besuchte er den Weltbundtag des EC und auch die von der methodistischen Heiligungsbewegung geprägte Keswick-Konferenz. Dort lernte er das geistliche Liedgut des englischsprachigen Raumes kennen und begann, die Texte ins Deutsche zu übersetzen beziehungsweise zu übertragen. Nachdem er die überkonfessionelle Fackelträger-Bewegung kennengelernt und sich ihr angeschlossen hatte, stellte er mit deren internationalen Leitern Velma und Dwight Wadsworth ein erstes deutsches Liederbuch der Bewegung, das Fackelträger-Liederbuch, zusammen. Es erschien 1976 im Hänssler Verlag und wurde auch außerhalb der Fackelträger-Kreise zu einer beliebten Liedersammlung, zu der auch Texte und Übersetzungen von Wolfgang Zorn gehörten.
Nach dem Zweiten Weltkrieg verdiente Zorn zunächst seinen Lebensunterhalt im Fleischwaren-Großhandel seiner Familie, entschied sich dann aber für den Lehrerberuf. Er unterrichtete unter anderem an einer Hauptschule in Mönchengladbach. Das Adressbuch für den Kreis Grevenbroich für das Jahr 1966 führt Wolfgang Zorn als Lehrer an der Wohnadresse Roßweide 14 in Wickrath auf.

## Familie
Wolfgang Zorn war verheiratet mit Inge (geb. Käding; 1933–2015). Aus der Ehe gingen drei Söhne hervor: Adonijah, Jedidjah und Achijah. Zorns Zwillingsbruder Reinhard, mit dem er mindestens eines seiner Lieder gemeinsam erarbeitet hat, ist ein an der Uni Göttingen 1957 promovierter Theologe.

## Werk (Auswahl)

### Liederbücher
- Fackelträger-Lieder. Chorpartituren. Hänssler, Neuhausen-Stuttgart 1962 (gemeinsam mit Velma B. Wadsworth)
- Fackelträger-Lieder. Hänssler, Neuhausen (Filder) 1976 (gemeinsam mit Velma B. Wadsworth)

### Liederverzeichnis (Auswahl)
Die folgende Liste ist alphabetisch sortiert.
| Erste Liedzeile                                         | Text / Melodie   | Jahr     | Gesang-/Liederbücher (Auswahl)                                            | Anmerkungen |
| ------------------------------------------------------- | ---------------- | -------- | ------------------------------------------------------------------------- | --- |
| Bleibend ist deine Treu'                                | nur Text         | 1987     | Feiert Jesus! (Band 2, 2001), Nr. 138                                     | Übertragung des englischen Kirchenlieds Great is thy faithfulness / Text und Melodie (William M. Runyan) online |
| Christ, der Herr, ist auferstanden, lebt als Sieger ... | Text und Melodie | vor 1972 | Songs junger Christen (1972), Nr. 34                                      | |
| Durch herrliche Auen                                    | nur Text         | vor 1975 | Jesu Name nie verklinget (Band 3, 1975), Nr. 807                          | Text und Melodie (George A. Young) online                                                                       |
| Einst strahlt ewiges Licht                              | nur Text         | vor 1972 | Songs junger Christen (1972), Nr. 153                                     | |
| Er bleibt getreu                                        | nur Text         | vor 1972 | Treue fängt schon im Kleinen an (Kinderlieder; 1990), Nr. 97              | Text online. Dort findet sich auch ein Alternativtext von Anton Schulte.                                        |
| Er hält mich fest, Jesus hält mich fest                 | nur Text         | vor 1964 | Fröhliche Lieder. Wir singen für Jesus (Band 1, 1964), Nr. 63             | Übersetzung des englischen Liedes He holds my Hand.                                                             |
| Führ' andre Menschen                                    | nur Text         | vor 1972 | Songs junger Christen (1972), Nr. 115                                     | |
| Ich wandle mit Gott auf himmlischem Pfad                | nur Text         | vor 1972 | Songs junger Christen (1972), Nr. 54                                      | |
| In diese schwere, ernste Zeit                           | nur Text         | vor 1972 | Songs junger Christen (1972), Nr. 115                                     | Der Liedtext wurde gemeinsam mit Helmut Görling verfasst.                                                       |
| Ist dein Leben voller Schuld                            | nur Text         | 1969     | singt. Gemeindeliederbuch (2014), Nr. 151                                 | Manchmal lautet die Titelangabe auch: Sag ihm alles, was dich quält.                                            |
| Jede Stunde, jeden Tag                                  | nur Text         | vor 1964 | Der Herr ruft alle Kinder. Lieder für die Jüngsten (Band 1, 2014), Nr. 31 | |
| Jesus allein gibt Heil und Leben                        | nur Text         | ?        | Lieder des Lebens (Janz Team, o. J.), Nr. 29                              | |
| Mein Jesus, ich lieb’ dich                              | nur Text         | vor 1972 | Leben braucht Hoffnung. Evangelisationslieder (2015), Nr. 91              | Übersetzung des Liedes My Jesus I love thee; Text online.                                                       |
| Nie allein, nie allein, Jesus lässt dich nie allein     | nur Text         | vor 1964 | Fröhliche Lieder. Wir singen für Jesus (Band 1, 1964), Nr. 1              | Der Text wurde gemeinsam mit Reinhard Zorn, Zwillingsbruder Wolfgang Zorns, verfasst.                           |
| Trau auf den Herrn                                      | nur Text         | vor 1994 | Pfingstjubel (1994), Nr. 620                                              | Text online |